# Tacarcunabusksparv
Tacarcunabusksparv (Chlorospingus tacarcunae) är en fågel i familjen amerikanska sparvar inom ordningen tättingar.

## Utbredning och systematik
Fågeln förekommer i bergsskogar i östra Panama och nordvästligaste Colombia.

## Status
IUCN kategoriserar arten som livskraftig.

## Namn
Cerro Tacarcuna är ett berg i Serranía del Darién i Panama, nära gränsen till Colombia.